# Cecil Day-Lewis

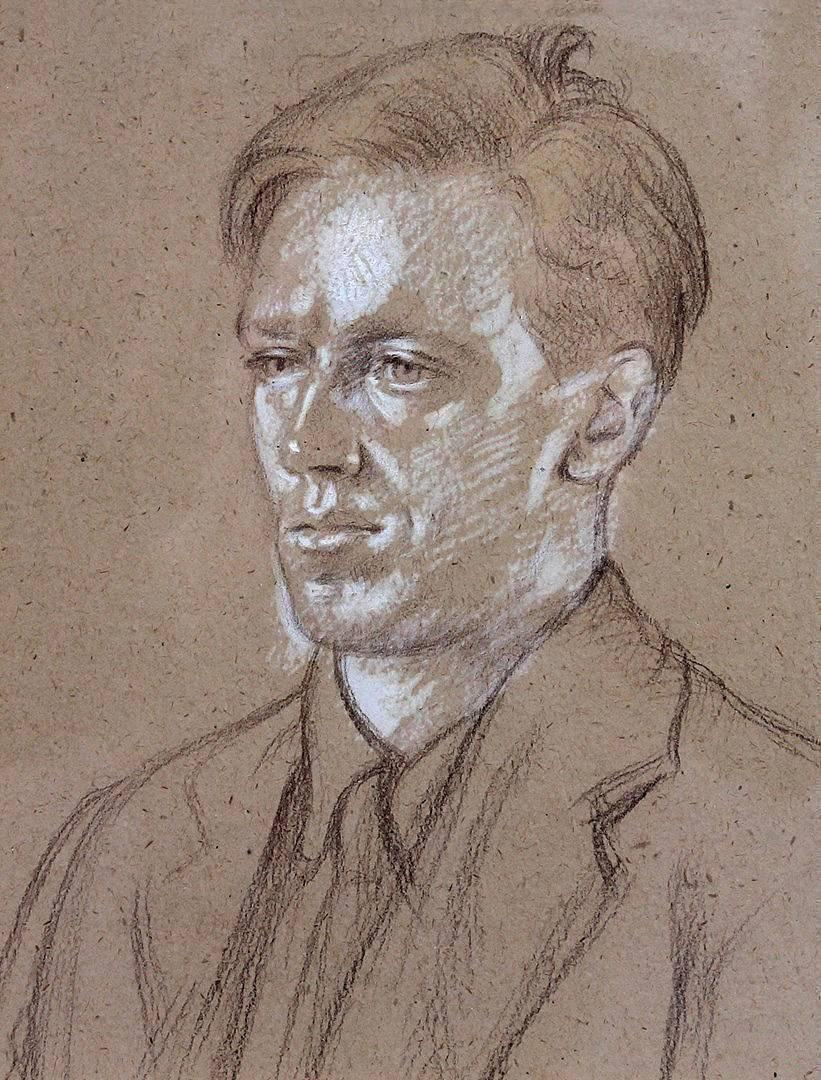
Cecil Day-Lewis door William Rothenstein

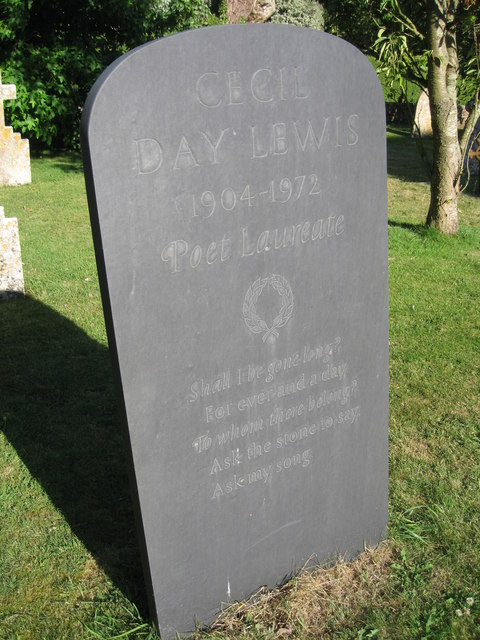
grafsteen in Stinsford

Cecil Day-Lewis (Ballintubber, County Mayo, Ierland, 27 april 1904 – Hadley Wood, Enfield, Engeland, 22 mei 1972) was een Iers-Engels dichter en prozaschrijver. In 1968 werd hij benoemd tot Brits Poet Laureate als opvolger van John Masefield. Hij publiceerde onder de naam C. Day Lewis; onder het pseudoniem Nicholas Blake schreef hij 20 detectiveromans.
Day-Lewis publiceerde zijn eerste gedichten in 1925 onder de titel Beechen Vigil and Other Poems. In 1929 vestigde hij zijn naam als lyrisch dichter met de bundel Transitions. In de jaren 30 maakte hij deel uit van een groep dichters met linkse sympathieën en enkele jaren voelde hij zich aangetrokken tot het communisme, maar hier kwam hij spoedig van terug.
In 1951 werd Day-Lewis 'Professor of Poetry' aan de Universiteit van Oxford, waar hij tevens studeerde. In de daaropvolgende jaren verschenen achtereenvolgens zijn Collected Poems (1954), Pegasus and Other Poems (1957), The Gate and Other Poems (1962), The Room and Other Poems (1965) en The Abbey that Refused to Die (1967). In het daaropvolgende jaar kreeg hij zijn benoeming tot Poet Laureate.
Cecil Day-Lewis was ook een gerespecteerd criticus en hij vertaalde diverse werken van Vergilius (Georgica, Aeneis en Bucolica). Hij schreef drie romans en twee kinderboeken, naast de genoemde detectiveverhalen.
Day-Lewis is tweemaal getrouwd geweest. Uit deze huwelijken kwamen vijf kinderen voort, onder wie de Oscarwinnende acteur Daniel Day-Lewis en schrijfster en televisiekok Tamasin Day-Lewis. Zijn zoon Sean Day-Lewis schreef een biografie over zijn vader, C. Day Lewis: An English Literary Life (1980).
De schrijver overleed op 22 mei 1972 ten huize van het schrijversechtpaar Kingsley Amis en Elizabeth Jane Howard, waar hij en zijn vrouw te gast waren. Day-Lewis was een groot bewonderaar van de 19e-eeuwse dichter en romanschrijver Thomas Hardy en gaf de wens te kennen dicht bij hem begraven te worden in Stinsford.

## Selecte bibliografie

### Poëzie
- Transitional Poem (1929)
- From Feathers To Iron (1932)
- Collected Poems 1929–1933 (1935)
- A Time To Dance And Other Poems (1935)
- Overtures to Death (1938)
- Short Is the Time (1945)
- Collected Poems (1954)
- Pegasus and Other Poems (1957)
- The Whispering Roots and Other Poems (1970)
- Complete Poems (1992)

### Essays
- A Hope for Poetry (1934)

### Vertalingen
- Vergilius' Georgica (1940)
- Virgilius' Aeneis (1952)
- Eclogues (1963)

### Onder het pseudoniem Nicholas Blake
- A Question of Proof (1935)
- Thou Shell of Death (1936)
- There's Trouble Brewing (1937)
- The Beast Must Die (1938)
- The Smiler With The Knife (1939)
- Malice in Wonderland (1940)
- The Case of the Abominable Snowman (1941)
- Minute for Murder (1947)
- Head of a Traveller (1949)
- The Dreadful Hollow (1953)
- The Whisper in the Gloom (1954)
- A Tangled Web (1956)
- End of Chapter (1957)
- A Penknife in my Heart (1958)
- The Widow's Cruise (1959)
- The Worm of Death (1961)
- The Deadly Joker (1963)
- The Sad Variety (1964)
- The Morning After Death (1966)
- The Private Wound (1968)

### Kinderboeken
- Dick Willoughby (1933)
- The Otterbury Incident (1948)